# メラブ・ドバリシビリ
メラブ・ドバリシビリ（グルジア語: მერაბ დვალიშვილი、英語: Merab Dvalishvili、1991年1月10日 - ）は、ジョージアの男性総合格闘家。トビリシ出身。アメリカ合衆国在住。セラ・ロンゴ・ファイトチーム所属。現UFC世界バンタム級王者。UFCパウンド・フォー・パウンド・ランキング3位。

## 来歴
グルジア・ソビエト社会主義共和国で生まれ、独立したグルジア（後のジョージア）で育った。6歳から柔道を始め、その後、ジョージアの伝統レスリングであるチダオバと、伝統総合武術のフリドリを始めた。しかし、柔道がルール改定で足に触れることが禁止になったため、双手刈りが得意だったドバリシビリはフィールドを変えることを決め、2008年頃からレスリングとサンボを始めた。

### 総合格闘技
SHERDOGなどの総合格闘技戦績サイトではドバリシビリの戦績は2014年のアメリカ合衆国での試合からしか記載されていないが、ドバリシビリ本人はアメリカ合衆国に移住する前にジョージアで10試合ほど試合を行っていると語っている。
徴兵期間を終え退役後、21歳の時に、UFCとの契約を目指すためアメリカ合衆国への移住を決意し、ニューヨーク州のセラ・ロンゴ・ファイトチームでのトレーニングを開始した。2017年2月にRing of Combatバンタム級王座を獲得。

### UFC
2017年12月9日、UFC初出場となったUFC Fight Night: Swanson vs. Ortegaでフランキー・サエンズと対戦し、1-2の判定負け。なお、海外のMMAメディアサイトの採点では14人中10人の記者がドバリシビリの勝利を支持した。
2018年4月21日、UFC Fight Night: Barboza vs. Leeでリッキー・シモンと対戦。優勢に試合を進めたが、ギロチンチョークで試合終了時に失神していたと判断され逆転のテクニカル一本負け。試合に敗れはしたものの、ファイト・オブ・ザ・ナイトを受賞した。試合後、ドバリシビリ陣営は失神していなかったと主張して試合結果の変更を求めニュージャージー州アスレチック・コントロール・ボード（NJSACB）に提訴したが棄却された。
2019年、世界コンバットサンボ選手権の68キロ級で準優勝した。
2020年8月15日、UFC 252でバンタム級ランキング12位のジョン・ドッドソンと対戦し、3-0の判定勝ち。
2021年5月1日、UFC on ESPN: Reyes vs. Procházkaでバンタム級ランキング13位のコーディー・スタマンと対戦し、3-0の判定勝ち。
2021年9月25日、UFC 266でバンタム級ランキング6位のマルロン・モラエスと対戦。1Rに左フックでダウンを奪われストップ寸前まで追い詰められるも巻き返し、2R序盤にテイクダウンからのパウンドでTKO勝ち。パフォーマンス・オブ・ザ・ナイトを受賞した。
2022年8月20日、UFC 278でバンタム級ランキング3位の元UFC世界フェザー級王者ジョゼ・アルドと対戦し、3-0の判定勝ち。
2023年3月11日、UFC Fight Night: Yan vs. Dvalishviliでバンタム級ランキング2位の元UFC世界バンタム級王者ピョートル・ヤンと対戦。1試合でのUFC記録となる49度のテイクダウンを仕掛けると、その内11度のテイクダウンを成功させ、そのままスタミナ切れを起こすこともなく終始優勢に試合を進め、ジャッジ3者全員が50-45を付ける完勝で3-0の5R判定勝ち。
2024年2月17日、UFC 298でバンタム級ランキング3位の元UFC世界二階級制覇王者ヘンリー・セフードと対戦。レスリングのオリンピック金メダリストのセフードから5度のテイクダウンを奪うなど優勢に試合を進め、試合中に観戦に来ていたケージサイドのマーク・ザッカーバーグに喋りかけるなどの余裕を見せ3-0の判定勝ち。10連勝となった。

#### UFC世界王座獲得
2024年9月14日、UFC 306のUFC世界バンタム級タイトルマッチで王者ショーン・オマリーに挑戦。6度のテイクダウンを奪い、グラウンドのポジショニングで終始優勢に立ち、試合終盤にボディへの前蹴りを効かされたものの3-0の5R判定勝ち。UFC世界フェザー級王者イリア・トプリアに続いてジョージア人史上2人目となるUFC王座獲得に成功した。
2025年1月18日、UFC 311のUFC世界バンタム級タイトルマッチでバンタム級ランキング2位の挑戦者ウマル・ヌルマゴメドフと対戦し、3-0の5R判定勝ち。王座の初防衛に成功し、ファイト・オブ・ザ・ナイトを受賞した。
2025年6月7日、UFC 316のUFC世界バンタム級タイトルマッチでバンタム級ランキング1位の挑戦者ショーン・オマリーと再戦し、ノースサウスチョークで3R一本勝ち。2度目の王座防衛に成功し、パフォーマンス・オブ・ザ・ナイトを受賞した。

## 人物・エピソード
- UFC歴代4位タイとなるUFC連勝記録「13連勝」、UFCバンタム級史上最多連勝記録「12連勝」、UFC史上最多テイクダウン奪取記録「97回」を保持している[18]。
- セラ・ロンゴ・ファイトチームのチームメイトであるアルジャメイン・スターリングとは親友であるが、ドバリシビリはスターリングがUFC世界バンタム級王者であった時に親友であることを理由に対戦しないことを公言し、さらにスターリングがショーン・オマリーに敗北して王座から陥落した際にも、新王者のオマリーに挑戦せずにオマリーとスターリングの即時再戦が行われるまで待つと発言したことで、UFCのダナ・ホワイトCEOから「私はそれが嫌いだ。そしてそういう考え方であるならなぜこのスポーツに参加したんだ？『私達は友達なんだ。王座もいらない。タイトルマッチすらしたくない』とかなんとか言って」「友情は関係ないんだ。ここは誰が世界で一番なのかを決める場所なんだ。そして君が世界で一番になりたくないのであれば、ここは君にふさわしい場所ではない」と苦言を呈された[19]。
- ピョートル・ヤン戦前に母国ジョージアの国旗のタトゥーを左胸に入れている。これは、ロシアのウクライナ侵攻を受けて、UFCがファイター達に入場時や試合後の国旗使用を禁止（後に撤回）し、また、ドバリシビリがジョージアの国旗のネックレスを着用していた際にも、UFCから着用を禁止されたために入れたものである。ドバリシビリは「私は母国を代表するために戦い始めた。それが一番のモチベーションなんだ。だから国旗のタトゥーを入れた」と語っている[20]。
- 2013年にアメリカ合衆国へ移住後は、総合格闘技のトレーニングをする傍ら建設作業員として働き、総合格闘家となりUFCに参戦した後も、2020年のジョン・ドッドソン戦まで約7年間フルタイムで働き続けた[21]。
- 2024年3月、アメリカ合衆国の市民権を取得した[22]。

## 戦績
| 総合格闘技 戦績 | 総合格闘技 戦績 | 総合格闘技 戦績 | 総合格闘技 戦績 | 総合格闘技 戦績 | 総合格闘技 戦績 | 総合格闘技 戦績 |
| --------------- | --------------- | --------------- | --------------- | --------------- | --------------- | --------------- |
| 24 試合         | (T)KO           | 一本            | 判定            | その他          | 引き分け        | 無効試合        |
| 20 勝           | 3               | 2               | 15              | 0               | 0               | 0               |
| 4 敗            | 0               | 1               | 3               | 0               | 0               | 0               |

| 勝敗 | 対戦相手                 | 試合結果                           | 大会名                                                                  | 開催年月日     |
|      | コーリー・サンドヘイゲン | 試合前                             | UFC 320: Ankaraev vs. Pereira 2 【UFC世界バンタム級タイトルマッチ】     | 2025年10月4日  |
| ○    | ショーン・オマリー       | 3R 4:42 ノースサウスチョーク       | UFC 316: Dvalishvili vs. O'Malley 2 【UFC世界バンタム級タイトルマッチ】 | 2025年6月7日   |
| ○    | ウマル・ヌルマゴメドフ   | 5分5R終了 判定3-0                  | UFC 311: Makhachev vs. Moicano 【UFC世界バンタム級タイトルマッチ】      | 2025年1月18日  |
| ○    | ショーン・オマリー       | 5分5R終了 判定3-0                  | UFC 306: O'Malley vs. Dvalishvili 【UFC世界バンタム級タイトルマッチ】   | 2024年9月14日  |
| ○    | ヘンリー・セフード       | 5分3R終了 判定3-0                  | UFC 298: Volkanovski vs. Topuria                                        | 2024年2月17日  |
| ○    | ピョートル・ヤン         | 5分5R終了 判定3-0                  | UFC Fight Night: Yan vs. Dvalishvili                                    | 2023年3月11日  |
| ○    | ジョゼ・アルド           | 5分3R終了 判定3-0                  | UFC 278: Usman vs. Edwards 2                                            | 2022年8月20日  |
| ○    | マルロン・モラエス       | 2R 4:25 TKO（パウンド）            | UFC 266: Volkanovski vs. Ortega                                         | 2021年9月25日  |
| ○    | コーディー・スタマン     | 5分3R終了 判定3-0                  | UFC on ESPN 23: Reyes vs. Procházka                                     | 2021年5月1日   |
| ○    | ジョン・ドッドソン       | 5分3R終了 判定3-0                  | UFC 252: Miocic vs. Cormier 3                                           | 2020年8月15日  |
| ○    | グスタヴォ・ロペス       | 5分3R終了 判定3-0                  | UFC on ESPN 10: Eye vs. Calvillo                                        | 2020年7月26日  |
| ○    | ケイシー・ケニー         | 5分3R終了 判定3-0                  | UFC Fight Night: Anderson vs. Błachowicz 2                              | 2020年2月15日  |
| ○    | ブラッド・カトナ         | 5分3R終了 判定3-0                  | UFC Fight Night: Iaquinta vs. Cowboy                                    | 2019年5月4日   |
| ○    | テリオン・ウェア         | 5分3R終了 判定3-0                  | UFC Fight Night: Hunt vs. Oliynyk                                       | 2018年9月15日  |
| ×    | リッキー・シモン         | 3R 5:00 ギロチンチョーク           | UFC Fight Night: Barboza vs. Lee                                        | 2018年4月21日  |
| ×    | フランキー・サエンズ     | 5分3R終了 判定1-2                  | UFC Fight Night: Swanson vs. Ortega                                     | 2017年12月9日  |
| ○    | ラウフェオン・ストッツ   | 1R 0:15 KO（左バックハンドブロー） | Ring of Combat 59 【ROCバンタム級タイトルマッチ】                       | 2017年6月2日   |
| ○    | スクロブ・アイダルベコフ | 2R 4:14 腕ひしぎ十字固め           | Ring of Combat 58 【ROCバンタム級王座決定戦】                           | 2017年2月24日  |
| ○    | トニー・グレイブリー     | 5分3R終了 判定3-0                  | Ring of Combat 57                                                       | 2016年11月18日 |
| ○    | ポール・グラント         | 5分3R終了 判定3-0                  | Ring of Combat 56                                                       | 2016年9月23日  |
| ○    | マット・タロス           | 5分3R終了 判定3-0                  | CES MMA 36                                                              | 2016年6月10日  |
| ○    | ジェフリー・ゼン         | 5分3R終了 判定3-0                  | CES MMA 34                                                              | 2016年4月1日   |
| ×    | リッキー・バンデハス     | 5分3R終了 判定0-3                  | CFFC 43                                                                 | 2014年11月1日  |
| ○    | デニス・ドンボロー       | 3R 0:50 TKO（パウンド）            | Ring of Combat 49                                                       | 2014年9月19日  |
| ×    | ダレン・ミマ             | 5分3R終了 判定0-2                  | Ring of Combat 47                                                       | 2014年1月24日  |

## 獲得タイトル
- Ring of Combatバンタム級王座（2017年）
- 第11代UFC世界バンタム級王座（2024年）

## 表彰
- UFC ファイト・オブ・ザ・ナイト（2回）
- UFC パフォーマンス・オブ・ザ・ナイト（2回）